# Hartwig von Hedemann-Heespen
Hartwig Christian Georg von Hedemann-Heespen (* 26. April 1882 in Deutsch-Nienhof; † 4. Januar 1960 in Rendsburg) war ein deutscher Gutsbesitzer, Verwaltungsbeamter, Naturschutzbeauftragter und Vogelexperte.

## Leben
Hartwig von Hedemann-Heespen war ein Sohn des Gutsbesitzers Friedrich von Hedemann-Heespen und dessen Ehefrau Anna Laura Kunigunde, geborene Gräfin von Reventlow. Er hatte sechs Brüder und zwei Schwestern. Drei Brüder und eine Schwester starben jung. Er verbrachte die Kindheit auf Gut Deutsch-Nienhof und erhielt eine Schulbildung an Gymnasien in Lübeck und Flensburg. Während dieser Zeit bekam er ein nervöses Herzleiden, an dem er lebenslang litt. Nach dem Abitur 1902 besuchte er Universitäten in Lausanne, Freiburg im Breisgau, München und Kiel, wo er Jura hörte. 1906 bestand er das Examen an der Kieler Universität.
Von 1907 bis 1911 arbeitete von Hedemann-Heespen als Regierungsreferendar in der Kommunalverwaltung für die Bezirke Köln und Aachen. Er schrieb über „Die volkswirtschaftliche Bedeutung des Anerbenrechts“ und wurde dadurch Regierungsassessor. Danach arbeitete er für kurze Zeit in Eschwege. Während des Ersten Weltkriegs meldete er sich freiwillig zum Kriegsdienst, wurde jedoch aufgrund gesundheitlicher Probleme abgelehnt. Stattdessen verwaltete er von 1914 bis 1918 das Landratsamt in Hersfeld.
Am 27. Februar 1919 wurde von Hedemann-Heespen Regierungsrat. Am 1. Oktober 1921 trat er eine Stelle als Referent in der Forstverwaltung (Naturschutz) in der Verwaltung von Schleswig an. Außerdem arbeitete er als Dezernent für die Schleswigschen Moore und das preußische Domänenwesen. 1934 wurde er zum Oberregierungsrat ernannt. Nach dem Tod seines Bruders Paul beendete er am 23. Juni 1937 seine Tätigkeiten für den preußischen Staat. Bis 1939 arbeitete er dann als fünfter Fideikommissherr auf Gut Deutsch-Nienhof.

## Wirken als Naturschützer und Vogelkundler
Erlebnisse während der Jugendzeit lösten bei von Hedemann-Heespen eine tiefgreifende Naturliebe aus. Dabei beschäftigte er sich insbesondere mit Vögeln. Trotz seiner angeschlagenen Gesundheit bewanderte er oft die Regionen Schleswig-Holsteins. Er setzte sich erfolgreich für den Naturschutz ein und initiierte von 1920 bis 1927 die Naturschutzgebiete Oehe-Schleimünde, 1920 die Grüne Insel/Eiderstedt und weitere. Er galt als einer der besten Experten für die Natur Schleswig-Holsteins. 
Seit 1919 arbeitete von Hedemann-Heespen für die Deutsche Ornithologische Gesellschaft und den Verein Jordsand, der ihn 1957 zum Ehrenmitglied ernannte. Er schrieb Beiträge für Zeitungen und Zeitschriften und begann in Schleswig mit umfangreicher Öffentlichkeitsarbeit. 1922 gründete er eine Schleswiger Ortsgruppe des Bundes für Vogelschutz. Von ungefähr 1934 bis 1960 leitete er die ornithologische Sektion der Faunistischen Arbeitsgemeinschaft für Schleswig-Holstein, Hamburg und Lübeck. 
Ab circa 1920 reiste von Hedemann-Heespen zu naturkundlichen Bildungszwecken durch Länder im Alpen- und Mittelmeerraum. Dazu gehörten 1934 Sizilien, Ägypten, Palästina, Syrien, Rhodos und Korfu. 1936 besuchte er Montenegro und Dalmatien, 1956/57 Chile.
Nachdem er 1937 das Gut Deutsch-Nienhof übernommen hatte, konzentrierte sich von Hedemann-Heespen auf den Naturschutz des Rendsburger Kreises und engagierte sich später als ehrenamtlicher Beauftragter der Kreisverwaltung. Er konnte die Heide des Boxbergs bei Innien sichern, zudem das Reservat Bokelholm und Moorflächen. Außerdem initiierte er das Landschaftsschutzgebiet Westensee-Süd. Zusammen mit Alfred Toepfer erstellte er erste Pläne für einen dortigen Naturpark.

## Wirken als Gutsherr von Deutsch-Nienhof
Während seiner Zeit auf Gut Deutsch-Nienhof versuchte von Hedemann-Heespen, dessen Parkanlage sachgerecht zu pflegen. Außerdem kümmerte er sich um das Herrenhaus mit dessen Kunstgegenständen, das Archiv und eine Privatbibliothek, die ungefähr 11.000 Bände enthielt. Dieser Sammlung fügte er viele Werke zur Naturkunde mit einem Schwerpunkt auf die Ornithologie hinzu. Insbesondere durch seine Kontakte mit dem Wiener Otmar Reiser, der den Balkan bereiste und zu Vogeleiern forschte, erstellte er eine große Sammlung von Vogeleiern.
Von Hedemann-Heespen richtete auf dem Gutshof kulturelle Veranstaltungen aus. Nach dem Zweiten Weltkrieg gastierten hier bekannte Künstler und Gelehrte, die Konzerte gaben und Vorträge hielten. Diese besuchten geladene Gäste aus allen Bevölkerungsschichten und Landesteilen Schleswig-Holsteins.
In den letzten Lebensjahren bemühte sich von Hedemann-Heespen um aufwändig gestaltete Ofenplatten. Diese wurden im 17. und 18. Jahrhundert gefertigt und befanden sich in Bauernhöfen und Katen. Um der Zerstörung dieser Platten vorzubeugen, ließ der Gutsherr diese in die Wände der Bibliothek einmauern.

## Wirken als Maler
Von Hedemann-Heespen war ein talentierter Zeichner und zeichnete erstmals als Schüler, erhielt jedoch keinen Zeichenunterricht. Später konzentrierte er sich auf Karikaturen. Dabei porträtierte er von ungefähr 1895 bis 1930 zahlreiche bekannte und unbekannte Mitmenschen.

## Familie
Von Hedemann-Heespen blieb lebenslang unverheiratet. Am 15. Oktober 1946 adoptierte er Carsten Peter-Ole Verner von Hedemann (* 4. April 1925 in Kopenhagen; † 19. September 1960 in Deutsch-Nienhof). Dieser war ein Nachkomme eines Bruders des Familienurahns Christian Friedrich von Hedemann und lebte seit 1943 auf Deutsch-Nienhof. Hier und auf weiteren Gütern erlernte er landwirtschaftliches Arbeiten.
Am 14. August 1954 heiratete Carsten von Hedemann in Westensee Vera Elena Reccius (* 5. Dezember 1929 in Valparaíso), die in zweiter Ehe Hermann Toepfer heiratete. Das Ehepaar hatte den Sohn Sven Georg Hartwig (* 23. Juni 1956 in Kiel) und eine Tochter.

## Schriften (Auswahl)
- Landgewinnung. In: Die Heimat. Monatsschrift des Vereins zur Pflege der Natur- und Landeskunde in Nordelbingen. Bd. 44 (1934), Heft 5, Mai 1934, S. 114–119 (Digitalisat).
- Der Säbelschnäbler (Recurvirostra avosetta). In: Die Heimat. Monatsschrift des Vereins zur Pflege der Natur- und Landeskunde in Nordelbingen. Bd. 44 (1934), Heft 5, Mai 1934, S. 128–131 (Digitalisat).
- „Naturschutzgebiete“. In: Die Heimat. Monatsschrift des Vereins zur Pflege der Natur- und Landeskunde in Nordelbingen. Bd. 45 (1935), Heft 7, Juli 1935, S. 217–220 (Digitalisat).